# Говоры (Виньковецкий район)
Говоры (укр. Говори) — село в Хмельницком районе Хмельницкой области Украины.
Население по переписи 2001 года составляло 562 человека. Почтовый индекс — 32536. Телефонный код — 3846. Занимает площадь 2,003 км². Код КОАТУУ — 6820681501.

## Местный совет
32536, Хмельницкая обл., Виньковецкий р-н, с. Говоры, тел. 2-45-17.